# محمدنعیم‌‌خان
محمدنعیم (۱۹۱۱ - ۲۷ آوریل ۱۹۷۸) (۱۲۹۰ تا ۷ ثور ۱۳۵۷) مشهور به محمدنعیم‌خان، برادر محمدداود، عضو خانواده سلطنتی بارکزی، پسرعمو و شوهر خواهر محمدظاهر شاه بود.  

## اوایل زندگی و تحصیلات
محمدنعیم در ۱۹۱۱ در خانواده محمد عزیز، از اعضای طایفه محمدزایی از سلسله بارکزی، متولد شد. او در افغانستان و خارج از کشور تحصیل کرد و در سال ۱۹۳۴ با دخترعمویش، خواهر بزرگ‌تر محمدظاهر شاه ازدواج کرد.

## فعالیت

### مناصب دولتی (۱۹۳۰–۱۹۷۳)(۱۳۰۹ تا ۱۳۵۷)
نعیم خان در سال ۱۹۳۰ (۱۳۰۹) وارد دولت افغانستان شد و به‌عنوان معاون وزارت امور خارجه آغاز به کار کرد. در ۱۹۳۲ (۱۳۱۱) به‌عنوان وزیر مختار در ایتالیا منصوب شد و تا ۱۹۳۴ (۱۳۱۳) در این سمت بود. او سپس در سمت‌هایی چون منشی فوق‌العاده و منشی اول در وزارت امور خارجه خدمت کرد و در سال ۱۹۳۷ به مقام وزیر معارف رسید. محمدنعیم همچنین در سال‌های ۱۹۳۷ و ۱۹۳۸ به‌طور موقت به‌عنوان وزیر امور خارجه، در سال ۱۹۳۹ به‌عنوان معاون صدراعظم، در سال ۱۹۴۱ به‌عنوان وزیر سرپرست اقتصاد ملی، و در سال ۱۹۴۳ به‌عنوان صدراعظم سرپرست ایفای وظیفه کرد. در سال ۱۹۵۳ (۱۳۳۲)، محمدنعیم به‌عنوان معاون صدراعظم و وزیر امور خارجه در کابینه برادرش، محمدداوود منصوب شد؛ جایی که نقش کلیدی در شکل‌دهی به سیاست خارجی افغانستان ایفا کرد، او با رهبران جهان از جمله رئیس‌جمهور آمریکا، جان اف. کندی، در سال ۱۹۶۲ دیدار نمود و ضمن حفظ موضع بی‌طرفانه افغانستان در جنگ سرد، در جذب کمک‌های خارجی موفق عمل کرد. 

## ترور (۱۹۷۸)(۱۳۵۷)
در ۲۷ آوریل ۱۹۷۸ (۷ ثور ۱۳۵۷)، حزب دموکراتیک خلق افغانستان (ح.د.خ.ا) حکومت محمدداوود را سرنگون کرد. در جریان این کودتا، نعیم و خانواده‌اش همراه با محمدداوود در ارگ ریاست‌جمهوری کابل به قتل رسیدند. 